# Djakotomey
Djakotomey es una comuna beninesa perteneciente al departamento de Kouffo.
En 2013 la comuna tenía una población de 134 028 habitantes.
Se ubica en la periferia meridional de Aplahoué. Su territorio es fronterizo al oeste con Togo, estando la frontera marcada por el río Mono.

## Subdivisiones
Comprende los siguientes arrondissements:
- Adjintimey
- Bètoumey
- Djakotomey I
- Djakotomey II
- Gohomey
- Houègamey
- Kinkinhoué
- Kokohoué
- Kpoba
- Sokouhoué